# Bandera de la República Socialista Soviètica de Letònia
La Bandera de la República Socialista Soviètica de Letònia fou adoptada el 17 de gener del 1953 pel govern de l'antiga República Socialista Soviètica de Letònia. La bandera mostra una falç i un martell junt amb una estrella de cinc puntes en groc a la part superior esquerra sobre un camp vermell per damunt d'ones d'aigua a la part inferior.
Es tracta d'un disseny estandarditzat, és a dir, sobre el disseny de la bandera de la Unió Soviètica s'hi afegeix un tret distintiu per a cada república que forma part de la Unió. En aquest cas les onades en referència al mar Bàltic.
La bandera fou canviada oficialment el 27 de febrer de 1990 a l'actual bandera de Letònia, originalment adoptada el 1918.

## Banderes històriques
Des del 25 d'agost de 1940, el disseny de la bandera era un camp vermell a amb els símbols de la falç i el martell a la cantonada superior esquerra i per damunt d'ells, els caràcters llatins LPSR (per Latvijas Padomju Socialistiska Republika) en or en un tipus de lletra serif.

RSS de Letònia (1918–1920)
RSS de Letònia (1940–1953)
RSS de Letònia (1953–1990)